# プラタープ・シング (ジャンムー・カシュミール藩王)
プラタープ・シング（Pratap Singh, 1848年7月18日 - 1925年9月23日）は、北インド、ジャンムー・カシュミール藩王国の君主（在位：1885年 - 1925年）。

## 生涯
1848年7月18日、プラタープ・シングはランビール・シングの息子として、リヤーシーで生まれた。
1885年9月12日、父ランビール・シングが死亡したことにより、プラタープ・シングが藩王位を継承した。
1925年9月23日 、プラタープ・シングはシュリーナガルで死亡し、甥のハリ・シングが藩王位を継承した。